# دنیای ابوت و کاستلو
دنیای ابوت و کاستلو (انگلیسی: The World of Abbott and Costello) فیلمی به کارگردانی سیدنی میلر محصول سال ۱۹۶۵ کشور ایالات متحده آمریکا است. این فیلم از ۱۸ هجده فیلم ابوت و کاستلو گردآوری شده‌است.